# Myles Turner
Pour les articles homonymes, voir Turner.
Myles Christian Turner, né le 24 mars 1996 à Bedford au Texas, est un joueur américain de basket-ball évoluant au poste de  pivot.

## Biographie

### Carrière universitaire
Le 30 avril 2014, Turner choisit de rejoindre l'université du Texas à Austin où il joue pour les Longhorns.
Du 20 au 24 juin 2014, il participe au championnat des Amériques des 18 ans et moins avec les États-Unis. Il devient champion des Amériques en battant le Canada 113 à 79 en finale.
Le 30 mars 2015, il annonce sa candidature pour la draft 2015 de la NBA.

### Carrière professionnelle
Le 25 juin 2015, Turner est sélectionné par les Pacers de l'Indiana à la 11e position de la draft 2015 de la NBA. Le 13 juillet, il signe son contrat rookie avec les Pacers après avoir eu des moyennes de 18,7 points par match lors de la Summer League NBA 2015. Le 29 octobre 2015, il fait ses débuts en NBA avec les Pacers et termine la rencontre avec 8 points et 4 rebonds lors de la défaite chez les Grizzlies de Memphis. Le 16 novembre, il doit s'absenter entre quatre et six semaines après une opération pour sa fracture du pouce gauche. Il revient sur les parquets le 30 décembre après avoir manqué 22 rencontres. Le 22 janvier 2016, il réalise son meilleur match de la saison en marquant 31 points et prenant 8 rebonds lors de la défaite chez les Warriors de Golden State. Le 1er février, il réalise son premier double-double en carrière avec 14 points et 10 rebonds lors de la défaite chez les Cavaliers de Cleveland. le 19 février, il marque 16 points et contre six ballons (son record en carrière) lors de la victoire 101 à 98 contre le Thunder d'Oklahoma City. Le 3 mars, il est nommé rookie du mois de février de la conférence Est en étant dans les trois meilleurs rookies au niveau des points (13,4 points par match), rebonds (6,6 rebonds par match) et minutes (29,8 minutes par match) durant le mois. Le 24 mars, il marque 24 points et prend 16 rebonds (son record en carrière) lors de la victoire 92 à 84 contre les Pelicans de La Nouvelle-Orléans. Turner aide les Pacers à retourner en playoffs NBA à la fin de la saison, terminant à la 7e place de la conférence Est avec un bilan de 45 victoires et 37 défaites.
Le 16 avril 2016, Turner joue son premier match de playoffs en carrière, qu'il termine avec 10 points, 5 rebonds et 5 contres lors du match 1 où les Pacers battent le second de la saison régulière, les Raptors de Toronto. Cinq jours plus tard, lors du match 3 de la série, Turner marque 17 points et prend 8 rebonds, mais en dépit de sa bonne performance en tant que remplaçant, les Pacers perdent leur deuxième match de suite et permettent aux Raptors de mener la série 2 à 1. Les Pacers finissent par perdre la série 4 victoires à 3. À la fin de la saison, Turner est nommé dans le second meilleur cinq majeur des rookies.
Le 17 novembre 2024, il dépasse Paul George et devient le 8e meilleur marqueur de l'histoire des Pacers de l'Indiana.
Le 27 novembre 2024, dans une victoire face aux Trail Blazers de Portland, Turner dépasse la barre des 1 300 contres en carrière.
Face à Boston il dépasse la barre des 600 matchs joués avec les Pacers de l'Indiana. Il devient le 6e basketteur de l'histoire de la franchise à atteindre cette barre après Reggie Miller, Rik Smits, Vern Fleming, Jeff Foster et Dale Davis.
Le 7 juillet 2025, Turner rejoint les Bucks de Milwaukee pour un contrat de quatre ans et 107 millions de dollars.

## Palmarès

### En club
- Vainqueur de la conférence Est en 2025 avec les Pacers de l'Indiana

### Distinctions personnelles
- Vainqueur du Skills Challenge lors du NBA All-Star Week-end (2024)
- Big 12 Freshman of the Year (2015)
- Third-team All-Big 12 (2015)
- McDonald's All-American (2014)
- Parade All-American (2014)
- Élu meilleur Rookie du mois dans la conférence Est (février 2016)

## Statistiques

### Universitaires
Les statistiques en matchs universitaires de Myles Turner sont les suivantes :
| Saison    | Équipe | Matchs | Titul. | Min./m | % Tir | % 3pts | % LF | Rbds/m. | Pass/m. | Int/m. | Ctr/m. | Pts/m. |
| --------- | ------ | ------ | ------ | ------ | ----- | ------ | ---- | ------- | ------- | ------ | ------ | ------ |
| 2014-2015 | Texas  | 34     | 7      | 22,2   | 45,5  | 27,4   | 83,9 | 6,53    | 0,59    | 0,29   | 2,62   | 10,15  |
| Total     | Total  | 34     | 7      | 22,2   | 45,5  | 27,4   | 83,9 | 6,53    | 0,59    | 0,29   | 2,62   | 10,15  |

### Professionnelles

#### Saison régulière
Légende :
| Leader de la ligue |

| Saison    | Équipe  | Matchs | Titul. | Min./m | % Tir | % 3pts | % LF | Rbds/m. | Pass/m. | Int/m. | Ctr/m. | Pts/m. |
| --------- | ------- | ------ | ------ | ------ | ----- | ------ | ---- | ------- | ------- | ------ | ------ | ------ |
| 2015-2016 | Indiana | 60     | 30     | 22,8   | 49,8  | 21,4   | 72,7 | 5,53    | 0,68    | 0,42   | 1,43   | 10,32  |
| 2016-2017 | Indiana | 81     | 81     | 31,4   | 51,0  | 34,5   | 80,9 | 7,27    | 1,31    | 0,91   | 2,12   | 14,48  |
| 2017-2018 | Indiana | 65     | 62     | 28,3   | 47,9  | 35,7   | 77,7 | 6,42    | 1,34    | 0,58   | 1,82   | 12,74  |
| 2018-2019 | Indiana | 74     | 74     | 28,6   | 48,7  | 38,8   | 73,6 | 7,18    | 1,55    | 0,81   | 2,69   | 13,30  |
| 2019-2020 | Indiana | 62     | 62     | 29,6   | 45,7  | 34,4   | 75,0 | 6,55    | 1,11    | 0,76   | 2,18   | 11,84  |
| 2020-2021 | Indiana | 47     | 47     | 31,0   | 47,7  | 33,5   | 78,2 | 6,51    | 1,02    | 0,85   | 3,38   | 12,60  |
| 2021-2022 | Indiana | 42     | 42     | 29,4   | 50,9  | 33,3   | 75,2 | 7,07    | 1,05    | 0,67   | 2,81   | 12,86  |
| 2022-2023 | Indiana | 62     | 62     | 29,4   | 54,8  | 37,3   | 78,3 | 7,52    | 1,44    | 0,58   | 2,26   | 17,95  |
| 2023-2024 | Indiana | 77     | 77     | 27,0   | 52,4  | 35,8   | 77,3 | 6,92    | 1,30    | 0,51   | 1,87   | 17,05  |
| 2024-2025 | Indiana | 72     | 72     | 30,2   | 48,1  | 39,6   | 77,3 | 6,54    | 1,54    | 0,75   | 2,00   | 15,56  |
| Total     | Total   | 642    | 609    | 28,7   | 49,9  | 36,2   | 77,1 | 6,77    | 1,27    | 0,69   | 2,20   | 14,07  |

Mise à jour le 12 mai 2025

#### Playoffs
| Saison | Équipe  | Matchs | Titul. | Min./m | % Tir | % 3pts | % LF | Rbds/m. | Pass/m. | Int/m. | Ctr/m. | Pts/m. |
| ------ | ------- | ------ | ------ | ------ | ----- | ------ | ---- | ------- | ------- | ------ | ------ | ------ |
| 2016   | Indiana | 7      | 4      | 28,2   | 46,5  | 0,0    | 66,7 | 6,43    | 0,43    | 0,29   | 3,29   | 10,29  |
| 2017   | Indiana | 4      | 4      | 33,3   | 43,2  | 0,0    | 62,5 | 6,75    | 0,75    | 1,75   | 1,25   | 10,75  |
| 2018   | Indiana | 7      | 7      | 28,0   | 61,1  | 46,2   | 78,9 | 5,14    | 0,57    | 0,29   | 0,57   | 12,43  |
| 2019   | Indiana | 4      | 4      | 31,5   | 40,0  | 21,4   | 61,5 | 6,25    | 1,50    | 0,00   | 1,75   | 9,75   |
| 2020   | Indiana | 4      | 4      | 36,4   | 56,8  | 42,9   | 43,8 | 10,75   | 0,75    | 0,50   | 4,00   | 15,75  |
| 2024   | Indiana | 17     | 17     | 32,4   | 51,7  | 45,3   | 76,0 | 6,65    | 2,12    | 0,47   | 1,47   | 17,00  |
| 2025   | Indiana | 23     | 23     | 29,3   | 48,4  | 34,4   | 77,1 | 4,80    | 1,40    | 0,50   | 2,00   | 13,80  |
| Total  | Total   | 66     | 63     | 30,7   | 50,0  | 37,8   | 72,5 | 6,00    | 1,30    | 0,49   | 1,86   | 13,80  |

## Records sur une rencontre en NBA
Les records personnels de Myles Turner en NBA sont les suivants, :
| Type de statistique        | Saison régulière | Saison régulière                | Saison régulière | Playoffs | Playoffs                 | Playoffs      |
| Type de statistique        | Record           | Adversaire                      | Date             | Record   | Adversaire               | Date          |
| -------------------------- | ---------------- | ------------------------------- | ---------------- | -------- | ------------------------ | ------------- |
| Points                     | 40               | 2 fois                          | 2 fois           | 29       | 2 fois                   | 2 fois        |
| Paniers marqués            | 15               | @ Wizards de Washington         | 22 octobre 2021  | 10       | 2 fois                   | 2 fois        |
| Paniers tentés             | 23               | Heat de Miami                   | 17 novembre 2024 | 21       | Bucks de Milwaukee       | 26 avril 2024 |
| Paniers à 3 points réussis | 8                | Celtics de Boston               | 23 février 2023  | 7        | Bucks de Milwaukee       | 28 avril 2024 |
| Paniers à 3 points tentés  | 11               | @ Bucks de Milwaukee            | 7 mars 2019      | 10       | Bucks de Milwaukee       | 26 avril 2024 |
| Lancers francs réussis     | 11               | 4 fois                          | 4 fois           | 5        | 3 fois                   | 3 fois        |
| Lancers francs tentés      | 16               | Raptors de Toronto              | 25 janvier 2021  | 8        | @ Heat de Miami          | 22 août 2020  |
| Rebonds offensifs          | 7                | 3 fois                          | 3 fois           | 6        | Knicks de New York       | 10 mai 2024   |
| Rebonds défensifs          | 15               | Pelicans de La Nouvelle-Orléans | 24 mars 2016     | 10       | @ Heat de Miami          | 24 août 2020  |
| Rebonds totaux             | 17               | 2 fois                          | 2 fois           | 14       | @ Heat de Miami          | 24 août 2020  |
| Passes décisives           | 6                | 2 fois                          | 2 fois           | 6        | @ Bucks de Milwaukee     | 23 avril 2024 |
| Interceptions              | 6                | @ Jazz de l'Utah                | 20 janvier 2020  | 4        | @ Cavaliers de Cleveland | 15 avril 2017 |
| Contres                    | 8                | 3 fois                          | 3 fois           | 5        | 3 fois                   | 3 fois        |
| Balles perdues             | 6                | 76ers de Philadelphie           | 27 octobre 2024  | 5        | Celtics de Boston        | 25 mai 2024   |
| Minutes jouées             | 47               | @ Cavaliers de Cleveland        | 2 avril 2017     | 42       | @ Heat de Miami          | 24 août 2020  |

- Double-double : 126 (dont 6 en playoffs)
- Triple-double : 0

Dernière mise à jour : 4 mai 2025

## Salaires
| Année       | Équipe      | Salaire      |
| ----------- | ----------- | ------------ |
| 2015-2016   | Pacers      | 2 357 760 $  |
| 2016-2017   | Pacers      | 2 463 840 $  |
| 2017-2018   | Pacers      | 2 569 920 $  |
| 2018-2019   | Pacers      | 3 410 284 $  |
| 2019-2020   | Pacers      | 17 500 000 $ |
| 2020-2021   | Pacers      | 17 500 000 $ |
| 2021-2022   | Pacers      | 17 500 000 $ |
| 2022-2023   | Pacers      | 35 069 500 $ |
| Total Gains | Total Gains | 98 371 304 $ |
| 2023-2024   | Pacers      | 20 975 000 $ |
| 2024-2025   | Pacers      | 19 928 500 $ |

## Pour approfondir